# KS Orzeł Międzyrzecz
KS Orzeł Międzyrzecz (pełna nazwa Klub Siatkarski Orzeł Międzyrzecz) — polski wielosekcyjny klub sportowy (m.in. z sekcją piłki siatkowej mężczyzn) z siedzibą w Międzyrzeczu, działający w formie stowarzyszenia kultury fizycznej, utworzony 26 sierpnia 2011 przez członków Stowarzyszenia Sportowego MOSIW Międzyrzecz. Męska sekcja siatkarska prowadzi dwie drużyny: seniorską (występującą w II lidze) i dziecięcą Akademię Siatkówki. Od sezonu 2015/2016 drużyna seniorska występowała pod nazwą GBS Bank KS Orzeł Międzyrzecz, zaś od sezonu 2020/2021 – LBS Bank KS Orzeł Międzyrzecz.

## Historia
W październiku 2010 - w związku z ogromnymi problemami organizacyjno-finansowo-sportowymi pierwszoligowego wówczas MKS Orzeł Międzyrzecz AZS-AWF - grupa sympatyków piłki siatkowej z Międzyrzecza postanowiła powołać nowy klub siatkarski w tym mieście. Początkowo planowano założyć całkiem nowe stowarzyszenie kultury fizycznej, którego drużyna siatkarska mogłaby przystąpić do zorganizowanych rozgrywek seniorskich sezonu 2010/2011, jednak na skutek braku odpowiedniego zapasu czasu na dopełnienie wszelkich procedur z tym związanych, podjęto decyzję o zorganizowaniu zespołu w ramach - funkcjonującego od 2005 - Stowarzyszenia Sportowego MOSIW Międzyrzecz. Klub został zarejestrowany w Lubuskim Związku Piłki Siatkowej, a drużyna zgłoszona do rozgrywek najniższego szczebla seniorskiego w tym województwie edycji 2010/2011 - III ligi (dołączono ją do tej klasy tuż przed inauguracją sezonu). Kadrę zawodniczą stanowili głównie byli gracze Orła, zaś obowiązki trenera powierzono znanemu na ziemi lubuskiej szkoleniowcowi – Pawłowi Raczyńskiemu. Po zaledwie kilku wspólnych treningach i bez rozegrana żadnego spotkania kontrolnego, 18 grudnia 2010 zespół przystąpił do swego pierwszego meczu (zarazem oficjalnego debiutu), zwyciężając we własnej hali - na inaugurację sezonu ligowego - MLKS Volley Gubin 3:0 (25:19, 25:12, 25:22). Wygrywając lubuską grupę III ligi oraz turniej półfinałowy w Złotoryi, zakwalifikował się do turnieju finałowego w Kielcach, gdzie w dniach 1–3 kwietnia 2011 wywalczył awans do II ligi. W sezonie 2010/2011 barwy Orła reprezentowali: Michał Andrusiów, Andrzej Barański, Krzysztof Czyż, Damian Gęborowski, Piotr Haładus, Michał Jakubczak, Jakub Janowiak, Łukasz Kaczorek, Marcin Karbowiak, Rafał Napierała, Wojciech Rędziak, Dominik Sroga, Dariusz Stafyniak i Mariusz Szulikowski. W sezonie 2015/2016 drużyna zajęła 2. miejsce w sezonie zasadniczym swojej grupy II ligi, premiowane udziałem w turnieju półfinałowym o awans do I ligi, w którym zajęła 4. miejsce i nie awansowała do turnieju finałowego. W sezonie 2017/2018 zespół wywalczył mistrzostwo II ligi grupy 4, wygrał turniej półfinałowy o awans do I ligi w Międzyrzeczu i zajął 5. miejsce na turnieju finałowym w Rybniku.

## Dotychczasowi prezesi zarządu
| Lp. | Imię i nazwisko | Okres            | Okres         |
| --- | --------------- | ---------------- | ------------- |
| 1.  | Lesław Wanat    | 26 sierpnia 2011 | 24 lipca 2020 |
| 2.  | Jakub Michalski | 24 lipca 2020    |               |